# Xã Surprise Valley, Quận Mellette, Nam Dakota
Xã Surprise Valley (tiếng Anh: Surprise Valley Township) là một xã thuộc quận Mellette, tiểu bang Nam Dakota, Hoa Kỳ. Năm 2010, dân số của xã này là 25 người.